# Red Adair
Pour les articles homonymes, voir Adair.
Red Adair, né Paul Neal Adair le 18 juin 1915 à Houston au Texas et mort le 7 août 2004 dans la même ville, est un pompier américain.
Il travaille pour Myron Kinley (en), qui se spécialise dans la lutte contre les accidents pétroliers, avant de fonder la Red Adair Company en 1959. Il se rend célèbre en éteignant des incendies de puits de pétrole, notamment celui de Gassi Touil en 1962 et celui de la plate-forme pétrolière Piper Alpha en 1988. Après la guerre du Golfe, il participe à l'extinction des puits koweïtiens.

## Biographie

### Jeunesse
Paul Neal Adair, surnommé « Red » en raison de sa rousseur, est le fils d'un maréchal-ferrant. Il grandit à Houston avec ses sept frères et sœurs. Adair est bon élève mais quitte l'enseignement secondaire et commence à travailler afin d'aider financièrement sa famille durant la Grande Dépression,. En 1936, il est engagé par la compagnie de chemin de fer Southern Pacific. Deux ans plus tard, il fait ses premiers pas dans l'industrie pétrolière en travaillant sur les forages de la société Otis Pressure Control Company,. Durant la Seconde Guerre mondiale, il sert dans une section de déminage. Après la guerre, Adair est recruté par Myron Kinley (en), dont la firme est spécialisée dans la lutte contre les accidents pétroliers,.

### Red Adair Company
En 1959, Kinley prend sa retraite et Adair fonde sa propre société, la Red Adair Company. Durant sa carrière, il intervient dans le monde entier. Avec son équipe, il éteint 2 000 puits de pétrole, situés sur terre et en mer. Adair acquiert une reconnaissance médiatique dès 1962, en intervenant sur le puits de Gassi Touil, dans le Sahara algérien, qui était en feu depuis six mois,. Il a travaillé avec Ernest Barré, lui aussi spécialisé dans l'extinction de feux dangereux, et cousin de Georges Barré.
Adair fait progresser les techniques d'extinction des feux, en employant notamment des explosifs, de l'eau sous pression, ou encore de la boue,. Il met au point du matériel de lutte contre les incendies, dont des navires semi-submersibles, et fonde en 1972 The Red Adair Service and Marine Company afin de commercialiser ce matériel. En 1977, Asger « Boots » Hansen et Edward O. « Coots » Matthews, deux de ses employés, quittent la Red Adair Company après une dispute et fondent une société concurrente, baptisée Boots & Coots (en).
En 1979, Red Adair intervient sur la plate-forme incendiée du puits Ixtoc I, situé dans le golfe du Mexique. En 1988, son équipe éteint l'incendie de la plate-forme pétrolière Piper Alpha, située en mer du Nord. Le pompier devient mondialement célèbre en 1991. Après la guerre du Golfe, sa société participe à l'extinction des puits koweïtiens incendiés par l'armée irakienne. En six mois, la Red Adair Company en éteint 119. Red Adair vend sa compagnie en 1993. Il fonde alors Adair Enterprises et travaille en tant que consultant,.

### Autres activités
Le personnage de Chance Buckman interprété par John Wayne dans le film Les Feux de l'enfer (Hellfighters), sorti en 1968, est inspiré de Red Adair,. Le pompier est employé sur le tournage en tant que consultant.
Sa biographie, intitulée Red Adair: An American Hero, est écrite par le journaliste Philip Singerman et paraît en novembre 1989. La maison d'édition britannique Bloomsbury acquiert les droits d'édition de l'ouvrage pour le Royaume-Uni. Des extraits paraissent dans le Daily Mail lors de sa sortie, puis l'année suivante dans le Reader's Digest.